# Francesco Golinetti
Francesco Golinetti, oppure Collinetti o Colinetti (Venezia, 1710 – Venezia, 1767), è stato un attore teatrale italiano.

## Biografia
Di aspetto gradevole, da giovane lavorò con la compagnia teatrale guidata da Giuseppe Imer nel 1738, nel ruolo di Pantalone, al teatro San Samuele.
Nonostante l'età, indossò la maschera di primo vecchio nella compagnia, ispirando a Carlo Goldoni i primi passi del rinnovamento teatrale, basato sulle caratteristiche interpretative dell'attore.
Difatti tra il 1738 e il 1739, Goldoni, immaginando a Golinetti, scrisse il Momolo cortesan e il Momolo sulla Brenta (poi Il prodigo), commedie di successo ispirate dal carattere del Golinetti, parte scritto e parte improvvisato.
Secondo il giudizio di Goldoni, "passabile era il Golinetti colla maschera di Pantalone, ma riusciva mirabilmente senza la maschera nel personaggio di veneziano giovane brillante gioioso, e specialmente nella commedia dell'arte che chiamavasi il Paroncin" (Goldoni, Prefazioni…, p. 738).
Il Momolo cortesan successivamente sarebbe stato dialogato per intero e intitolato L'uomo di mondo.
Essendo interprete in grado di recitare anche a viso scoperto, Golinetti seppe adeguarsi abilmente alle innovazioni goldoniane, tanto che intorno al 1741 Goldoni scrisse su misura dell'attore La bancarotta, ossia Il mercante fallito.
Nel 1748 Golinetti si trasferì a Dresda assieme alla compagnia di Andrea e Antonio Bertoldi.
Le sue conoscenze dei lavori goldoniani gli consentirono di raggiungere buoni successi in Germania e anche in Polonia.
Golinetti morì a Venezia nel 1767.